# Schmalblättrige Lupine
Die Schmalblättrige Lupine (Lupinus angustifolius) ist eine Pflanzenart der Gattung Lupinen (Lupinus) innerhalb der Familie Hülsenfrüchtler (Fabaceae). Der manchmal verwendete Trivialname Blaue Lupine kann irreführend sein, da auch weißblühende Varianten existieren und die zugelassenen Züchtungen überwiegend weißblühend sind.

## Beschreibung

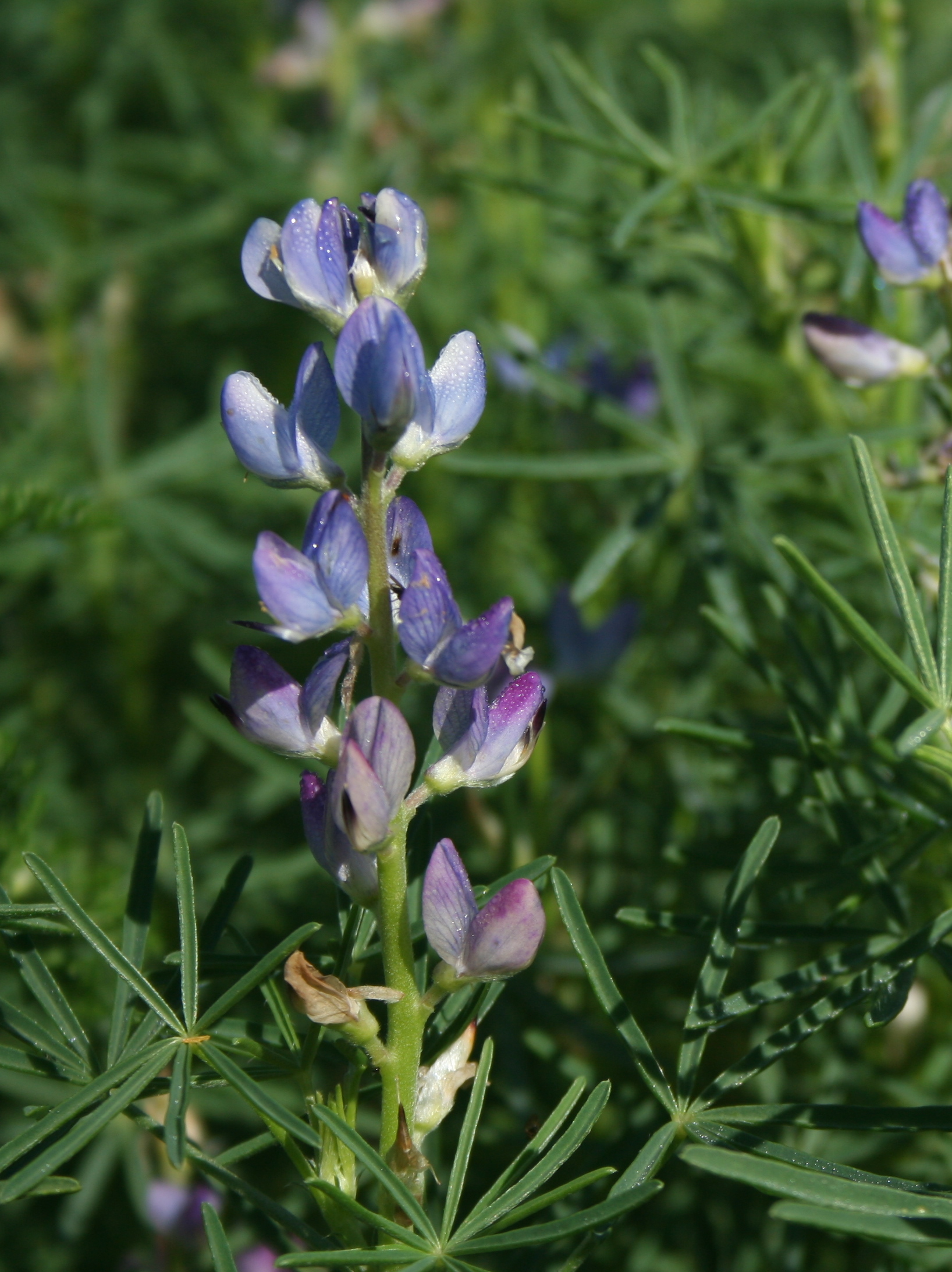
Blütenstand

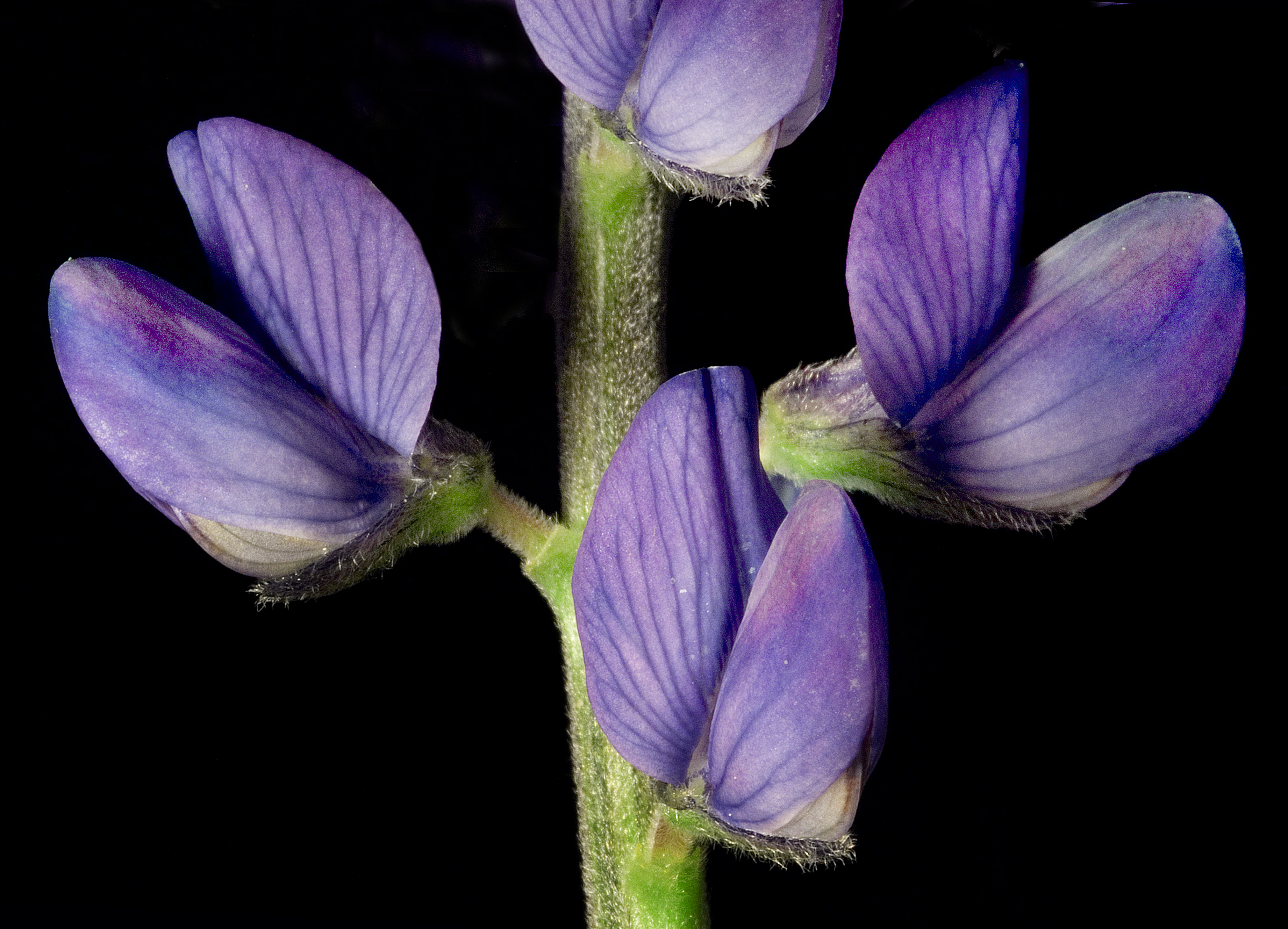
Zygomorphe Blüten

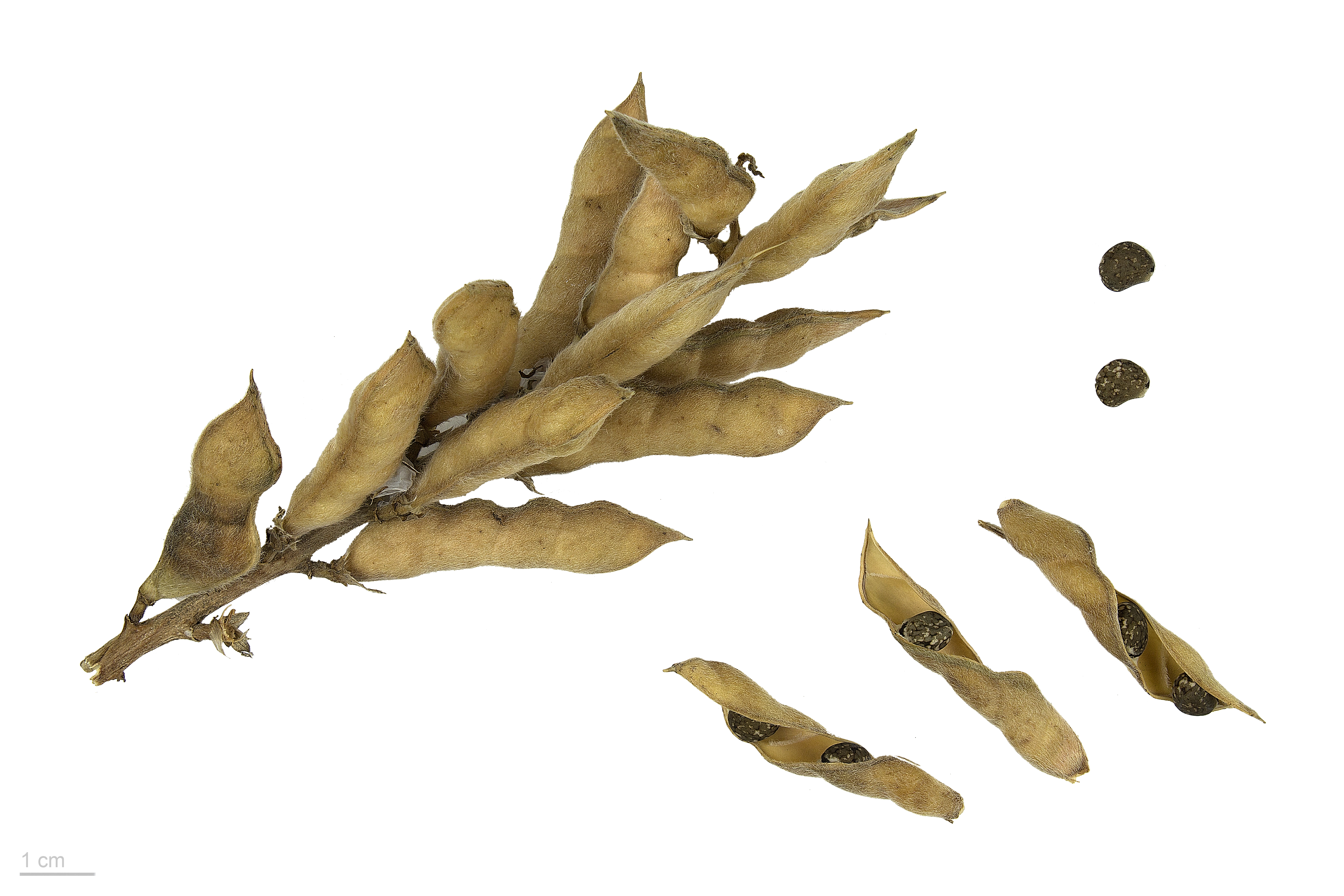
Früchte und Samen

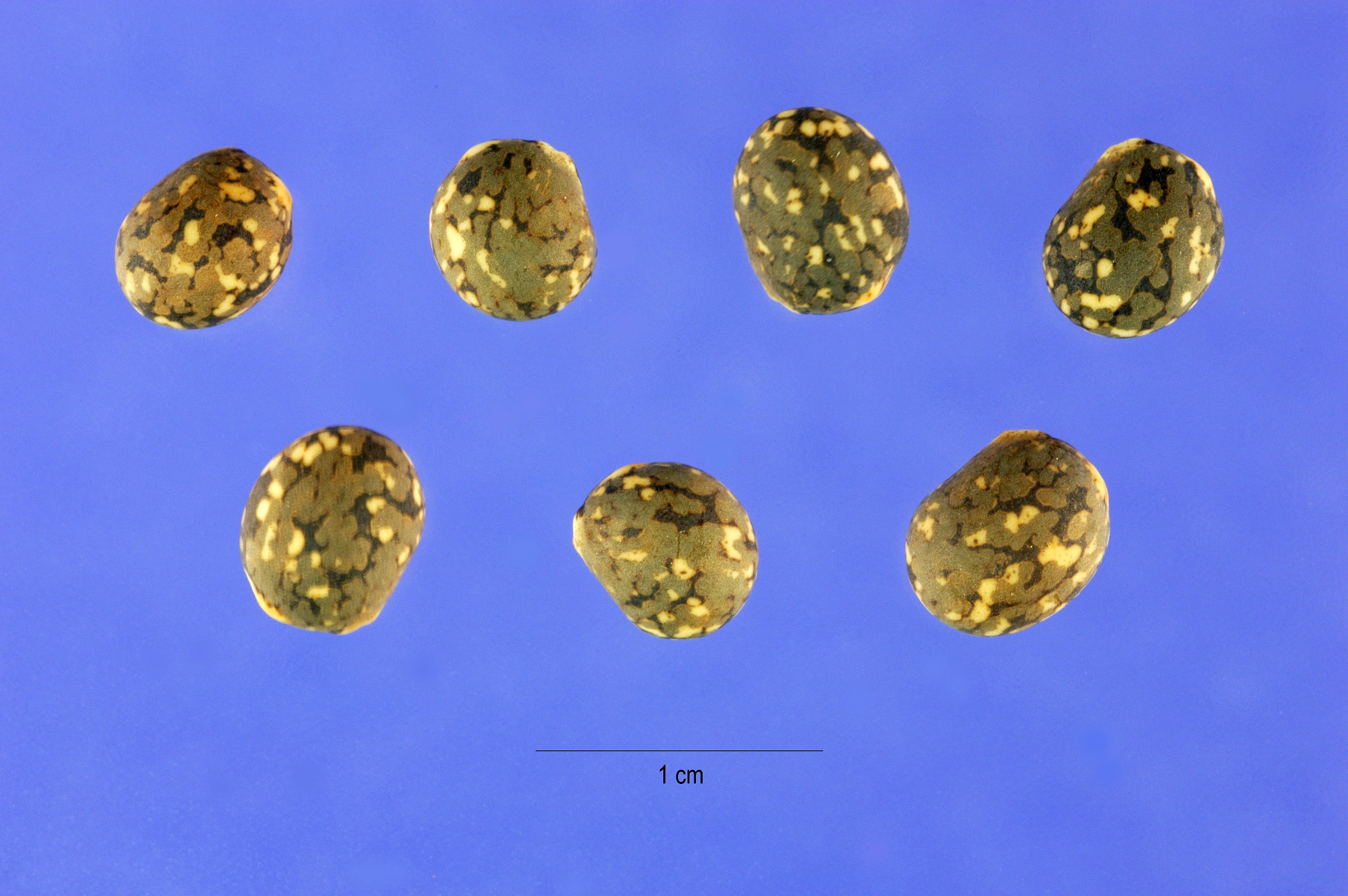
Samen

### Vegetative Merkmale
Die Schmalblättrige Lupine ist eine ein- oder zweijährige krautige Pflanze, die Wuchshöhen von 40 bis 80 Zentimetern erreicht. Der aufrechte Stängel ist rund, schwach anliegend behaart, von hellgrüner Farbe und reich beblättert.
Die Laubblätter sind wechselständig angeordnet. Die Blattspreite ist unterseits behaart und fünf- bis siebenfach handförmig gefiedert. Die Fiederblättchen sind schmal linealisch und stumpf. Sie sind 2 bis 4 Zentimeter lang und 2 bis 5 Millimeter breit.

### Generative Merkmale
Die Blütezeit reicht von Mai bis August. Die Blüten befinden sich in endständigen, traubigen Blütenständen. Die Blütenstiele sind relativ kurz. Die Tragblätter sind klein.
Die zwittrige Blüte ist zygomorph und fünfzählig mit doppelter Blütenhülle. Die blaue Blütenkrone weist die typische Form einer Schmetterlingsblüte auf. Das obere Ende des Schiffchens ist oft purpur-violett.
Die dicht behaarte, gerade Hülsenfrucht enthält vier bis sieben Samen. Sie ist 5 bis 7 Zentimeter lang und 1 bis 1,25 Zentimeter breit und gelbbraun. Die Samen sind eiförmig, etwa 6,8 bis 8 Millimeter lang, 5,4 bis 6,8 Millimeter breit und glatt. Sie sind meist hellgrau und braun marmoriert, seltener auch rahmweiß bis gelbrötlich.
Die Chromosomenzahl beträgt 2n = 40 oder 48.

## Vorkommen
Das natürliche Verbreitungsgebiet ist der Mittelmeerraum. In Afrika kommt sie von Natur aus in Algerien, Ägypten und Marokko vor, in Asien in Israel, dem Libanon, in Syrien und in der Türkei, in Europa auf Zypern, in Bulgarien, den Staaten des ehemaligen Jugoslawiens, Griechenland mit Kreta, Italien mit Sardinien und Sizilien, in Frankreich mit Korsika, Portugal und Spanien. Sie wurde als Zierpflanze in Mitteleuropa eingebürgert, schon bevor am Anfang des 19. Jahrhunderts mit dem Anbau begonnen wurde. Sie ist heute in ganz Mitteleuropa zu finden. Sie gedeiht auf sandigen, kalkarmen, feuchten Böden und steht an Wald-, Straßen- und Wegrändern. Gegenüber der weißen Lupine toleriert sie weniger schwere Böden und hat ein etwas geringeres Ertragspotenzial.
Die ökologischen Zeigerwerte nach Landolt et al. 2010 sind in der Schweiz: Feuchtezahl F = 1+w (trocken aber mäßig wechselnd), Lichtzahl L = 4 (hell), Reaktionszahl R = 2 (sauer), Temperaturzahl T = 4+ (warm-kollin), Nährstoffzahl N = 2 (nährstoffarm), Kontinentalitätszahl K = 2 (subozeanisch).

## Geschichte
Führt man Ortsnamen wie Libinal im Vinschgau oder Libinot in Kals auf das Wort Lupinetum zurück, so wäre die Art wohl schon im Mittelalter etwa im Jahr 1265 dort angebaut worden.
Trotz ihrer weiten Verbreitung im Mittelmeergebiet scheint die Art im Altertum nicht angebaut worden zu sein. In Deutschland liegen erste Berichte über Anbau zur Gründüngung aus dem Jahr 1682 vor. Wie die Weiße Lupine wurde die Schmalblättrige Lupine auch Feigbohne bzw. lateinisch Lupinus genannt.

## Systematik
Die Erstveröffentlichung von Lupinus angustifolius erfolgte 1753 durch Carl von Linné in Species Plantarum, Tomus II, S. 721.
Je nach Autor gibt es etwa zwei Unterarten:
- Lupinus angustifolius L. subsp. angustifolius: Sie kommt ursprünglich in Portugal, Spanien, Frankreich, Korsika, Sardinien, Sizilien, Italien, Bulgarien, Griechenland, Kreta und in der europäischen Türkei vor.[7]
- Lupinus angustifolius subsp. reticulatus (Desv.) Arcang.: Im Mittelmeergebiet kommt diese Unterart in Marokko, Algerien, Tunesien, Portugal, Spanien, Frankreich, Italien, Sizilien, Korsika und Sardinien vor.[7]

## Verwendung
Lupinus angustifolius lebt wie für Leguminosen üblich symbiotisch mit stickstoffbindenden Wurzelknöllchenbakterien und kann daher als Rohbodenpionier, zur Gründüngung und zur Verbesserung magerer Waldböden verwendet werden. Zu Beginn des 20. Jahrhunderts wurden bitterstoffarme Sorten der gelben und weißen Lupinen gezüchtet, die sich als eiweißreiches Grünfutter für die Viehzucht eignen. Alkaloidarme Samen können auch von Menschen gegessen werden, sie enthalten etwa 25 % Fett und 40 % hochwertiges Eiweiß, unter anderen auch die beiden essentiellen Aminosäuren Methionin und Tryptophan. Seit 1997 sind, nach züchterischem Erfolg, auch blaue Süßlupinensorten für den kommerziellen Anbau zugelassen, die neben einem wesentlich höheren Ertragspotential auch eine geringere Frostempfindlichkeit und Anfälligkeit für Anthraknose aufweisen.